# Magnolia panamensis
Magnolia panamensis là một loài thực vật có hoa trong họ Magnoliaceae. Loài này được H.H.Iltis & Vazquez mô tả khoa học đầu tiên năm 1994.